# Robert de Pinho
Robert de Pinho de Souza, alias Robert o Beto (nacido el 27 de febrero de 1981 en Salvador de Bahía, Brasil) es un futbolista brasileño que se desempeña como delantero. Actualmente juega en el Boa Esporte Clube.

## Trayectoria

### Orígenes
Robert empezó su carrera profesional como futbolista con Botafogo de Ribeirão Preto, un club brasileño de Ribeirão Preto, en 2001. Durante los próximos dos años Robert tuvo estancias cortas con muchos clubes en todas partes del mundo: Servette FC de Suiza, São Caetano de Brasil, Spartak Moscú de Rusia, y Kawasaki Frontale del Japón. Después de estas estancias cortas, Robert se unió con el club mexicano Atlas. Jugó 44 partidos para Atlas entre los años 2003 y 2005 marcando 33 goles. También tuvo un papel muy grande en la llegada del club a cuartos de final y a las semifinales de los torneos de clausura y apertura durante la temporada del 2004.

### Club de Fútbol Atlas
Llegó en el 2003 al Atlas de Guadalajara, anotando 13 goles en 21 partidos en el torneo clausura 2004 en su primer torneo como rojinegro, ayudando al club tapatío a llegar a cuartos de final para ser eliminados por Pumas de la UNAM. Repitió su actuación en el apertura 2004 llevando al equipo a semifinales de la liguilla donde nuevamente fueron eliminados por la UNAM. Se le recuerda por haber anotado un gran gol ante el acérrimo rival del Atlas: Chivas de Guadalajara, equipo también tapatío.

### PSV Eindhoven
En el año 2005 Robert se fue del Atlas para unirse con el club holandés, PSV Eindhoven por £2.0 millones. Jugó solamente 16 partidos para PSV, pero su presencia era muy importante en el club, especialmente durante su participación en la Liga de campeones de la UEFA. Robert marcó el gol decisivo contra Olympique Lyonnais en los cuartos del torneo. También figuró mucho en las semifinales frente AC Milan, pero PSV no pudo ganar contra los rossoneri del Milan.

### Real Betis Balompié
Robert fue prestado al club Real Betis Balompié por dos años en 2006. Ha jugado 19 partidos para los verdiblancos del Betis, marcando siete goles en total. La temporada pasada Robert tuvo que desempeñar un papel grande para el equipo a causa de la herencia de Ricardo Oliveira, otro delantero brasileño, y tuvo mucho éxito. Ganó la aprobación de los aficionados del Betis la temporada pasada, cuando marcó el penalti decisivo en el derbi contra Sevilla FC.

### Al Ittihad
Luego de un paso fugaz por La Liga, Robert inició una nueva aventura por la liga de Arabia Saudí enfundándose en la casaca del Al Ittihad, club para el que jugó el segundo semestre del año 2007 antes de lo que sería su regreso a la liga que lo catapultó en 2005 al "Viejo Continente".

### Rayados de Monterrey
Llegó a este Club en enero de 2008 como toda una sorpresa, después de haber sido disputado por Cruz Azul y Tigres, fue el equipo regiomontano el que se hizo de sus servicios cuando el jugador decidió no seguir en el Al Ittihad de Arabia Saudí.

### Tecos UAG
Con su llegada a los Tecos, Robert hizo una promesa, que él anotaría muchos goles al Monterrey, ya que este lo había vendido como resultado de la carencia de goles. Robert alcanzó su meta no solo anotando 2 goles al Monterrey, sino que además le puso otros dos pases de gol al Topo Valenzuela, para ganar al Monterrey por 4-2. Sin embargo su relación con el técnico Miguel Herrera se fue deteriorando y este último lo relegó a la banca en los últimos partidos, incluyendo la liguilla del apertura 2008, con lo que llegaron los rumores de su posible salida a otros equipos del fútbol mexicano.

### Águilas del América
Robert confirmó su gran deseo de salir de los Tecos y cambiar de plumaje para el torneo de clausura 2009 al Club América. Los directivos de los Tecos decidieron prestarlo por solo 6 meses, de los cuales paso sin pena ni gloria, decidiendo la institución de Coapa darlo de baja para el torneo de Apertura 2009.

### Palmeiras
Durante el mercado de fichajes de verano es contratado por el Palmeiras en donde compartiría vestidor con grandes futbolistas como Vágner Love, el ex blaugrana y el mítico arquero brasileño otrora seleccionado, el campeón del Mundo en 2002 con la verdeamarela: Marcos.

### Cruzeiro
El 3 de junio de 2010, fue confirmada su salida del club del Palmeiras. Su salida se debió a que fue intercambiado por el atacante brasileño Kebler de Souza. Volvió a México para militar con el Club Puebla.

## Clubes
| Club                       | País           | Año       |
| -------------------------- | -------------- | --------- |
| Botafogo de Ribeirão Preto | Brasil         | 2001      |
| Servette FC                | Suiza          | 2001-2002 |
| São Caetano                | Brasil         | 2002      |
| Spartak Moscú              | Rusia          | 2003      |
| Kawasaki Frontale          | Japón          | 2003      |
| Atlas                      | México         | 2003-2005 |
| PSV Eindhoven              | Países Bajos   | 2005-2006 |
| Real Betis                 | España         | 2006-2007 |
| Al Ittihad                 | Arabia Saudita | 2007      |
| Monterrey                  | México         | 2008      |
| Tecos                      | México         | 2008      |
| América                    | México         | 2009      |
| Palmeiras                  | Brasil         | 2009      |
| Cruzeiro                   | Brasil         | 2010      |
| CF Puebla                  | México         | 2011      |
| Jeju United FC             | Corea del Sur  | 2011      |
| Avaí                       | Brasil         | 2011      |
| Necaxa                     | México         | 2013      |
| Boa Esporte Clube          | Brasil         | 2013      |

## Palmarés
- Subcampeón con Necaxa del Torneo Clausura 2013 Liga de Ascenso